# Un gosse en or
Pour plus de détails, voir Fiche technique et Distribution.
Un gosse en or est un film français réalisé en 1938 par George Pallu, sorti en 1939.

## Fiche technique
- Titre original : Un gosse en or
- Titre de travail : Cœur de gosse[1]
- Réalisateur : George Pallu
- Scénario : Claude Nolat
- Adaptation et dialogues : Francis Didelot
- Décors : René Renoux
- Photographie : Hugo Scarciafico et Pierre Levent
- Son : Roger Rampillon
- Montage : Jeannette Berton
- Musique : Jane Bos[2]
- Société de production : Films De Koster
- Producteur : Maurice De Roock
- Directeur de production : Jean Mugeli
- Distribution : Pathé Consortium Cinéma
- Pays d'origine :  France
- Format : Noir et blanc - son mono
- Genre : Comédie dramatique
- Durée : 82 minutes
- Date de sortie :
  - France - 1er février 1939

## Distribution
- Pierre Larquey - Mr. Durand
- Hélène Robert - Lisette
- Raymond Aimos - Mr. Meunier
- André Marchal - Monsieur Poutault, le directeur du cirque
- Max Lerel - Gaspard
- Gabriel Farguette - Jean-Jacques, le gosse
- Chouchou de Rouze - La petite fille
- Régine Grandais - Madame Poutault
- Claire Gérard - Catherine
- Frédéric Mariotti - Le bonimenteur
- Jacques Henley - Crawford
- Raymond Galle - Pierre
- Roberto de Vasconcellos - Lui-même
- Jean Gall - Marcel
- Gaby Wagner - Une invitée